# Franz Adolf von Nagel
Franz Adolf von Nagel (* 9. Juli 1680; † 3. März 1746 in Hildesheim) war Amtsdroste in Winzenburg (Hochstift Hildesheim) und Dompropst in Hildesheim.

## Leben

### Herkunft und Familie
Franz Adolf von Nagel wuchs als Sohn des Dietrich Hermann von Nagel und seiner Gemahlin Maria Klara von Billerbeck zu Egelborg (1644–1701) zusammen mit seinen Geschwistern Ferdinand Matthias, Ferdinand Ignaz und Maria Elisabeth (* 1681, ⚭ Johann Bertraud von Etzbach) sowie seinen Halbbrüdern Christoph Bernhard und Georg Levin in der uralten westfälischen Adelsfamilie von Nagel auf.

### Werdegang und Wirken
Franz Adolf studierte zunächst in Siena und dann in Paris. Am 16. Dezember 1704 erhielt er eine Dompräbende in Hildesheim (Emanzipation 1705). Am 6. Juni 1705 wurde er mit den Niederen Weihen zum Subdiakon geweiht. Die Ernennung zum Amtsdrosten von Winzenburg fiel in das Jahr 1712. 1723 erhielt er zudem eine Dompräbende in Münster.
(Emanzipation 1724). Bevor er vom Domkapitel Hildesheim am 2. März 1734 zum Dompropst gewählt wurde, war er für drei Jahre als Domscholaster tätig. Franz Adolf besaß außer dem Oblegium Averbeck noch das Archidiakonat Stöckheim. Neben dem wichtigen Amt des Dompropstes, dessen Aufgabe es war, das Domkapitel zu leiten und nach außen zu vertreten, war Franz Adolf in verschiedenen Regierungsämtern tätig. So war er auch Deputierter der Landespfennigkammer.
Franz Adolf wurde im Dom zu Hildesheim begraben.